# Zatoka Gdańska

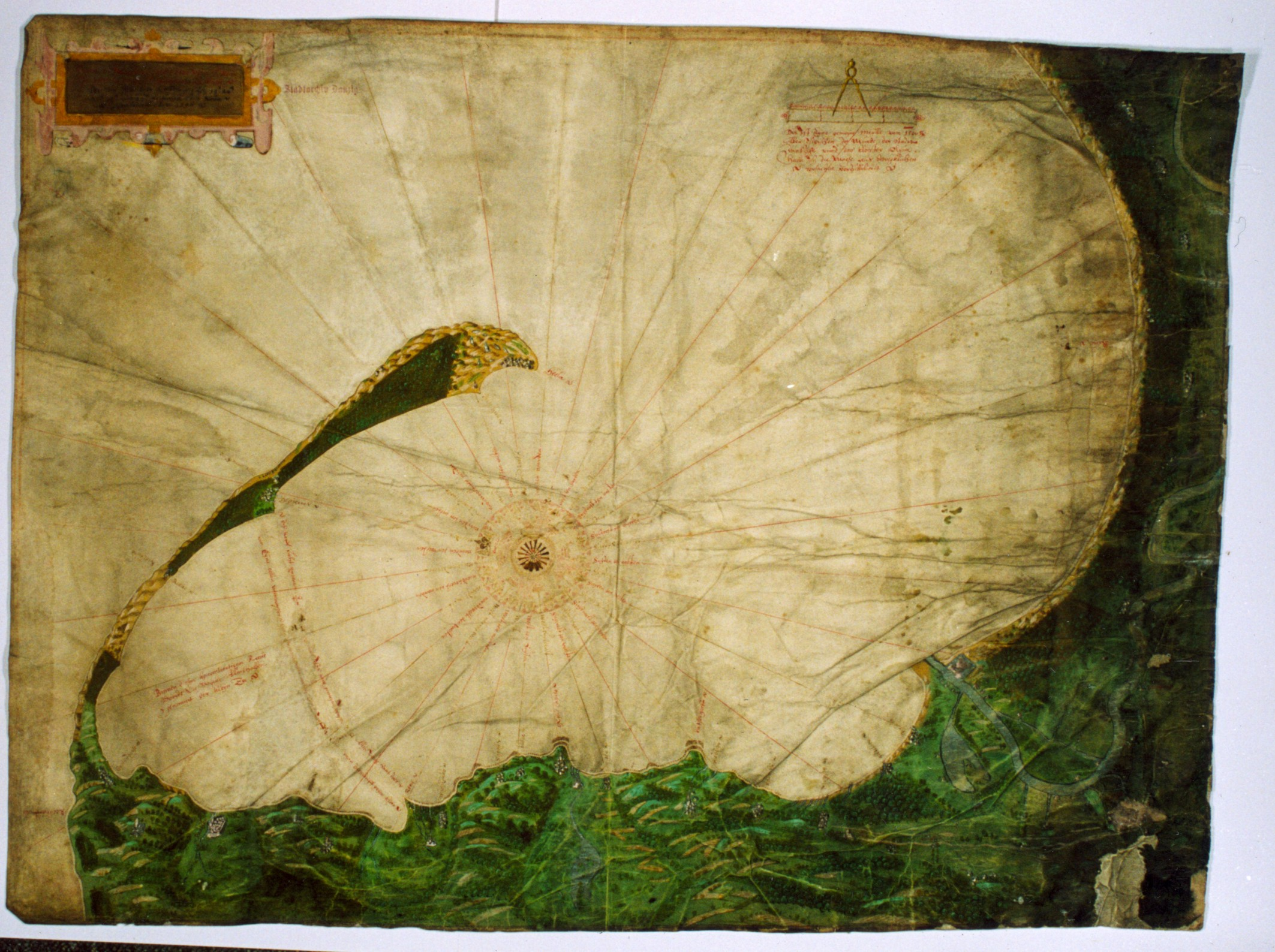
Najstarsza zachowana morska mapa nawigacyjna Zatoki Gdańskiej z 1596 roku

Zatoka Gdańska (kasz. Gduńskô Hôwinga, niem. Danziger Bucht, ros. Гданьская бухта, łac. Venedicus Sinus, Zatoka Wenedzka lub Wenedyjska) – zatoka w południowo-wschodniej części Morza Bałtyckiego, pomiędzy Polską i Rosją. Średnia głębokość wynosi około 50 m, a maksymalna 118 m. Nad Zatoką Gdańską znajdują się największe polskie porty: Gdańsk i Gdynia. Jeszcze w drugiej połowie XX wieku ważnym zajęciem części zamieszkałej nad nią ludności było rybołówstwo przybrzeżne, uprawiane nawet przy plażach Gdańska, Sopotu i Gdyni, które dziś zanikło m.in. z powodu znacznego zanieczyszczenia wód zatoki i zmniejszenia ilości ryb.

## Położenie
Umowną granicę między Zatoką Gdańską a otwartym morzem wyznacza linia łącząca przylądek Rozewie z przylądkiem Taran na półwyspie Sambia.
Na południowym wschodzie granicę Zatoki wyznacza Mierzeja Wiślana. Fragment ograniczony Mierzeją Helską i linią Hel – Gdynia zwany jest Zatoką Pucką. Z kolei najbardziej oddalona na północny zachód część Zatoki Puckiej, to akwen wyraźnie płytszy, na którym na ogół zafalowanie bywa mniej intensywne niż w Zatoce Puckiej. Linię podziału stanowi Rybitwia Mielizna – piaszczysta łacha, ciągnąca się od Kuźnicy do Rewy.
Zatoka Gdańska należy do obszaru morskich wód osłoniętych. To przedsionek Bałtyku, akwen bardzo bezpieczny, z dużą liczbą portów, do których wejścia są łatwe, dostępne także dla jachtów morskich.
Kiedy w holocenie nastąpiło ocieplenie klimatu, Zatoka Gdańska sięgała jeszcze dalej w kierunku południowym. Intensywne narastanie nanosu rzecznego spowodowało utworzenie się równiny w delcie uchodzącej rzeki i w efekcie powstanie krainy geograficznej pod nazwą Żuławy Wiślane, współcześnie dzielonej na trzy części: Żuławy Gdańskie, Żuławy Malborskie i Żuławy Elbląskie. W wyniku działania prądu morskiego, płynącego na wschód, utworzyła się Mierzeja Helska.
Na zachód od Zatoki Gdańskiej zlokalizowane jest Pobrzeże Kaszubskie, które ciągnie się szerokim pasem od Władysławowa do Gdańska. Temperatura wody wynosi od 2 °C zimą, do około 18 °C latem; ten górny pułap często jest przekraczany.
Wody Zatoki Gdańskiej są lepiej zasilane wodami rzecznymi, niż Zalew Szczeciński. Jeszcze niedawno zagrożone były możliwością dużego zanieczyszczenia skażeniami, niesionymi przez wody Wisły oraz przez odpady przemysłowe ze stoczni w Gdańsku i Gdyni. Stan wód w Zatoce Gdańskiej nie ulega poprawie z powodu napływu ciągle zanieczyszczonych wód Wisły. Stale trwają starania zmniejszenia emisji odpadów stałych i pyłów. Pod ochroną znalazło się około 32% powierzchni województwa. W ramach ochrony przyrody utworzone zostały: park narodowy Bory Tucholskie oraz parki krajobrazowe (w liczbie ośmiu).
Linia brzegowa Zatoki Gdańskiej jest łagodna, wyrównana, zbudowana z płaskich i piaszczystych plaż lub stromych, urwistych wzniesień. Jednak krajobraz Zatoki Gdańskiej ulega stałym przekształceniom w wyniku działania żywiołu wodnego; zmiany te zachodzą szybciej niż na lądzie.

## Fauna
Ważniejsze gatunki:
- foka szara
- morświn
- jesiotr zachodni
- śledź
- szprot
- łosoś szlachetny
- troć wędrowna
- dorsz
- turbot
- stornia[3]

## Historia
O istnieniu Zatoki Gdańskiej wiedzieli już starożytni Rzymianie oraz Grecy. Klaudiusz Ptolemeusz w Geografii wspomina o "Zatoce Wenedyjskiej", która utożsamiana jest właśnie z nią.